# Denise Zimmermann
Denise Zimmermann (* 5. August 1988 in Mannheim) ist eine ehemalige deutsche Eiskunstläuferin, die im Einzellauf startete.

## Leben
Mit dem Eiskunstlauf begann Denise Zimmermann als Sechsjährige beim Mannheimer ERC. Zunächst trainierte sie bei Günter Zöller, seit 2000 wurde sie vom baden-württembergischen Landestrainer Peter Sczypa betreut. Ihre größten Erfolge waren der nationale Juniorentitel 2002 sowie die deutsche Vizemeisterschaft 2004, im selben Jahr nahm sie an den Juniorenweltmeisterschaften mit der Kürmusik Der Prinz von Ägypten teil und belegte den 17. Platz. 2003 wurde sie Baden-Württembergische Meisterin.
Die Läuferin beendete ihre Amateurkarriere im Sommer 2007. Nach dem Besuch des Mannheimer Ludwig-Frank-Gymnasiums absolvierte sie ein Studium für das Grundschul-Lehramt.
Im Juni 2014 heiratete Denise Zimmermann den mehrfachen deutschen Eiskunstlaufmeister Peter Liebers; mit ihm hat sie einen Sohn.

## Erfolge/Ergebnisse
| Wettbewerb/Wintersaison     | 2001/02 | 2002/03 | 2003/04 | 2004/05 | 2005/06 | 2006/07 |
| --------------------------- | ------- | ------- | ------- | ------- | ------- | ------- |
| Juniorenweltmeisterschaften | –       | –       | 17      | –       | –       | –       |
| Deutsche Meisterschaften    | 1 J     | 10      | 2       | 4       | 7       | WD      |
| Bofrost Cup                 | –       | –       | 6       | 5       |         |         |
| Nebelhorn Trophy            | –       | –       | 6       | –       | –       | –       |

J = Junioren; WD = zurückgezogen

### Junior Grand Prix
- 2004 – 11. Platz Ungarn
- 2005 – 7. Platz Kanada
- 2005 – 9. Platz Polen
- 2006 – 11. Platz Rumänien